# シグネチャー・レコード
シグネチャー・レコード (Signature Records) は、1939年に、当時17歳だったボブ・シールが創業した、ジャズ専門のレコードレーベル。契約していたおもなミュージシャンには、コールマン・ホーキンス、アール・ハインズ、エロル・ガーナー、レスター・ヤングらがいた。
シールは、14歳にして自身の番組をもつディスクジョッキーとなり、自身が所有するジャズ雑誌を編集し、クラリネット奏者として様々なバンドで演奏する活動をニューヨークでおこなっていた。彼は、17歳のときにシグネチャー・レコードを立ち上げた。シールは、このレーベルのプロデューサーであり、社長であった。レーベルの音楽監督を務めたのは、バンドリーダーだったレイ・ブロックであった。
一部の資料は、シグネチャー・レコードが1948年に廃業したとしている。しかし、別の資料では、このレーベルが1950年代にもレコードをリリースし続け、活動が止まったのは1950年代後半であったともいう。フリーランスのプロデューサーとして、デッカ・レコードや、その傘下にあったコーラル・レコード、ブランズウィック・レコードといったレーベルに関わり、ドット・レコードでA&R担当の副社長を務めた後、シールは1959年5月に、シグネチャー・レコードの再開を公表した。この取り組みは、ハノーヴァー・レコード (Hanover Records) の共同所有者の一人であったスティーヴ・アレン (Steve Allen) との協力によって準備されたものだったようで、アレンによってハノーヴァーとの提携が持ちかけられた。新会社はハノーヴァー＝シグネチャー・レコード (Hanover-Signature Records) と称された。音楽監督には、ドットやコーラルでシールと一緒に働いたバンドリーダーのミルトン・ディラグが指名された。
新会社は、両方のレーベルでのレコード・リリースを続けた。シールは、当時の妻であった歌手テレサ・ブリュワーのレコードを、1983年までプロデュースし続けた。ハノーヴァーのリリースは、1961年まで続いた。シールは、シグネチャーで録音された音源を、後に設立したフライング・ダッチマン・レコードやフライング・ダッチマン・レコードからリイシューした。